# Bathippus proboscideus
Bathippus proboscideus es una especie de araña saltarina del género Bathippus, familia Salticidae. Fue descrita científicamente por Pocock en 1899.

## Distribución
Habita en Nueva Guinea.